# Buril

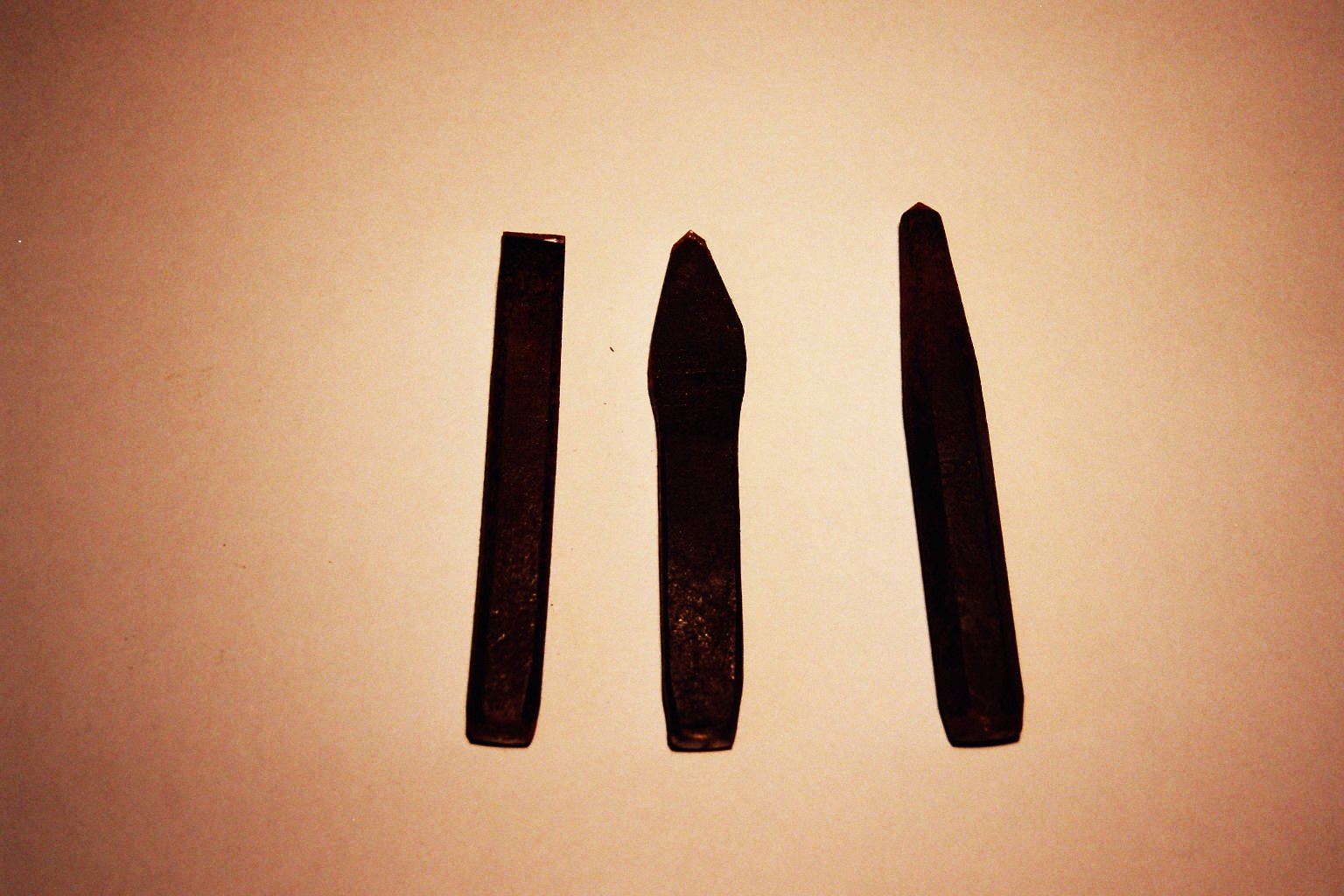
Juego de buriles.

Se denomina buril a una herramienta manual de corte o marcado formada por una barra de acero templado en forma de rombo o cuadrada, uno de cuyos extremos está tallado en bisel de manera que la punta forme un ángulo afilado. El otro extremo es agudo y ligeramente curvo hacia arriba, de manera que facilita su implantación en el mango de madera en forma de pomo que se coloca en la mano del grabador. La herramienta  sirve fundamentalmente para cortar, marcar, ranurar o desbastar material en frío mediante el golpe con un martillo adecuado, o mediante presión con la palma de la mano. También se utilizó en las primeras formas de escritura.
El afilado de la herramienta es realizada en una piedra impregnada de aceite, procurando que el ángulo de corte se realice a 45°. El proceso se inicia afilando los dos lados planos realizando un vaivén en el sentido de la longitud de la barra de acero. Después se afila el otro extremo del buril frotando el ángulo de corte con pequeños movimientos circulares y por los lados. Los residuos, también llamados "barbas", se eliminan con papel de lija.
Antes del dominio de los metales por parte del hombre se realizaban buriles con materiales tales como hueso o piedra.

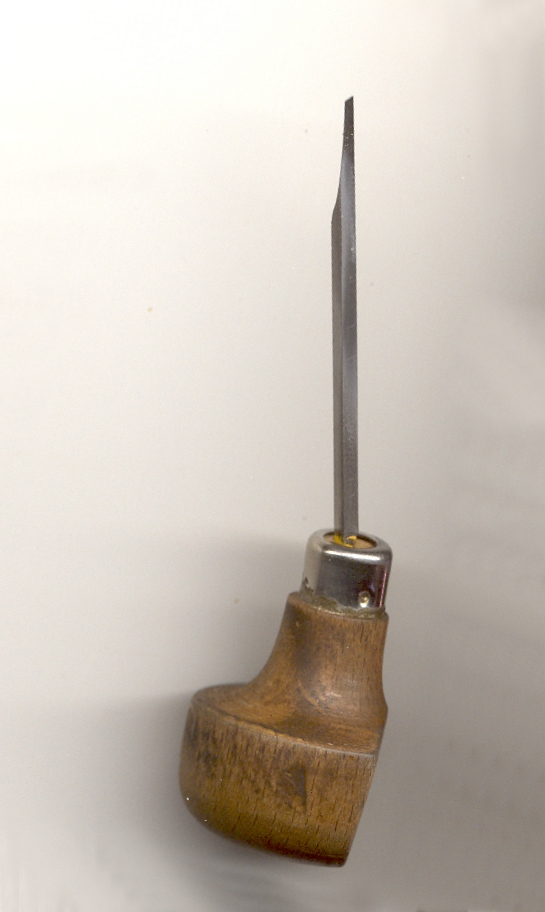
Buril metálico con mango de madera